# Illuminescence
Illuminescence ist ein Jazzalbum der Formation Hearts & Minds. Die am 26. und 27. Januar 2023 in den Palisade Studios in Chicago entstandenen Aufnahmen erschienen im Januar 2025 auf Astral Spirits.

## Hintergrund
Illuminescence (ein Kofferwort aus Illumination und Luminiscence) ist das dritte Album des Trios Hearts & Minds nach dem selbstbetitelten Debütalbum von 2016 und dem zweiten Album Electroradiance von 2018. Jason Stein, Paul Giallorenzo und Chad Taylor sind alle eng mit Chicagos Entwicklung des zukunftsweisenden Jazz verbunden – von der dortigen Avantgarde-Szene, die von der Entstehung der AACM in den 1960er-Jahren über die Post-Rock-Innovationen von Tortoise in den 1990er-Jahren bis hin zu den verschiedenen von Rob Mazurek geleiteten Chicago Underground-Projekten reicht, notierte S. Victor Aaron.

## Titelliste
- Hearts & Minds: Illuminescence (Astral Spirits)

1. Counterpoint (Jason Stein) 3:23
2. Particle Field 5:58
3. Horizon (Jason Stein) 4:36
4. Imaging (Stein, Giallorenzo, Taylor) 4:00
5. Turbulence 4:44
6. Can’t / Won’t 6:25
7. On Kilter (Stein, Giallorenzo, Taylor) 5:29
8. Burnt In (Stein, Giallorenzo, Taylor) 2:18
9. Iridescent 4:00
10. Illumination 2:53

Wenn nicht anders vermerkt, stammen die Kompositionen von Paul Giallorenzo.

## Rezeption

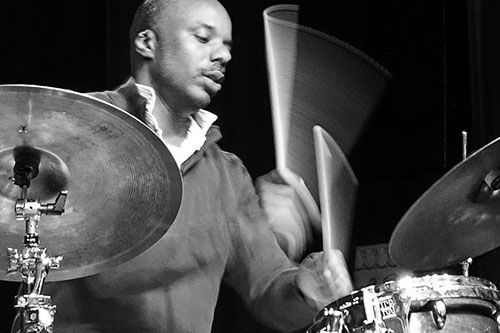
Chad Taylor in Aarhus 2015

Hearts & Minds würden die Klanglandschaft der prägenden Fusion-Musik der 1970er-Jahre nachahmen und hätten sich mit einer provokanten Mischung aus Funk und Free Jazz eine eigene Nische geschaffen, schrieb S. Victor Aaron (Something Else!). Sie böten eine originelle Kombination aus Giallorenzos Retro-Keyboard und Steins ungebundenen Spiel auf der Bassklarinette. Illuminescence würde die bisherige Formel abwandeln, indem sie sich für kürzere Melodien mit prägnanteren Aussagen entscheiden. Auf diese Weise näherten sie sich stilistisch etwas mehr dem Chicago Underground Duo an, wobei die Schlagzeugerhälfte dieses innovativen Ensembles derselbe Chad Taylor sei, und er wirke bei Hearts & Minds ebenso einfallsreich, anpassungsfähig und virtuos.
Die musikalischen Elemente von Illuminescence würden sich nahtlos zusammenfügen und eine maximale Bandbreite an Klangfarben und Tempi bieten, meint Ken Waxman (JazzWord). Besonders bemerkenswert seien jedoch Stücke wie das einleitende „Thistle Root“ und das abschließende „Zostera Marina“. Im Verlauf des Stücks werde eine gewisse Schwebe und Spannung betont, während die drei Musiker ihre kontrapunktische Wechselwirkung mit maximaler Intensität ausdehnten. Dieses Trio habe hier ein durchaus überzeugendes Programm geschaffen.